# جزيرة القديسة أنستازيا

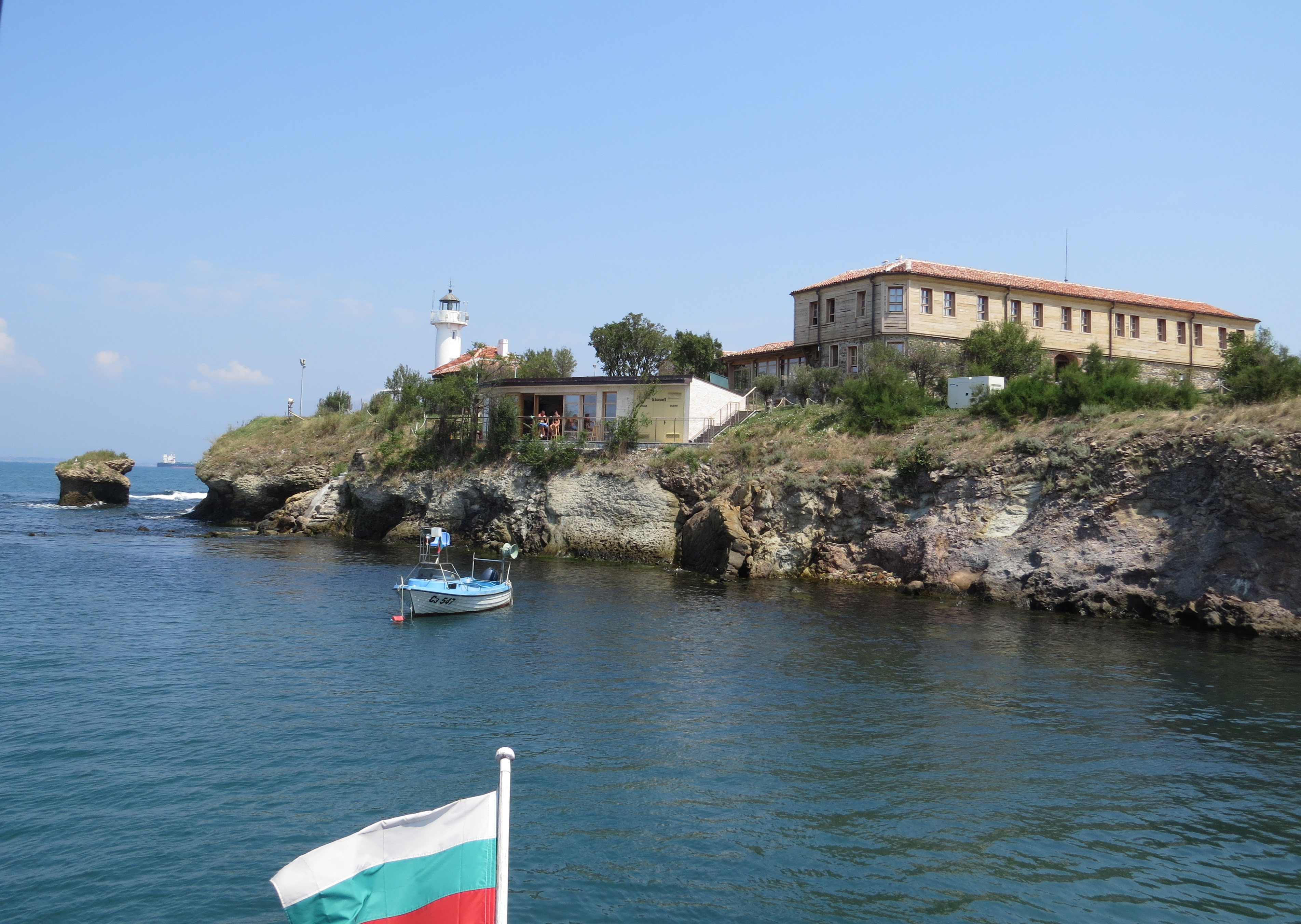
الإقتراب من جزيرة أنستازيا بالقارب

جزيرة القديسة أنستازيا هي جزيرة بلغارية في البحر الأسود. تقع على بعد 1.5 كم من الساحل بالقرب من تشيرنوموريتس، على ارتفاع 12 مترًا فوق مستوى سطح البحر، وتغطي مساحة هكتار واحد. وهي الجزيرة المأهولة الوحيدة قبالة ساحل البحر الأسود البلغاري.
يتم تزويد الجزيرة بالكهرباء ومياه الشرب. سميت على اسم دير أنستازيا السابق الموجود عليه. كان الدير موجودًا منذ العصور الوسطى وأعيد بناؤه خلال القرنين الثامن عشر والتاسع عشر. تم التخل عن الدير منذ عام 1923، عندما تم تحويل الجزيرة إلى سجن.

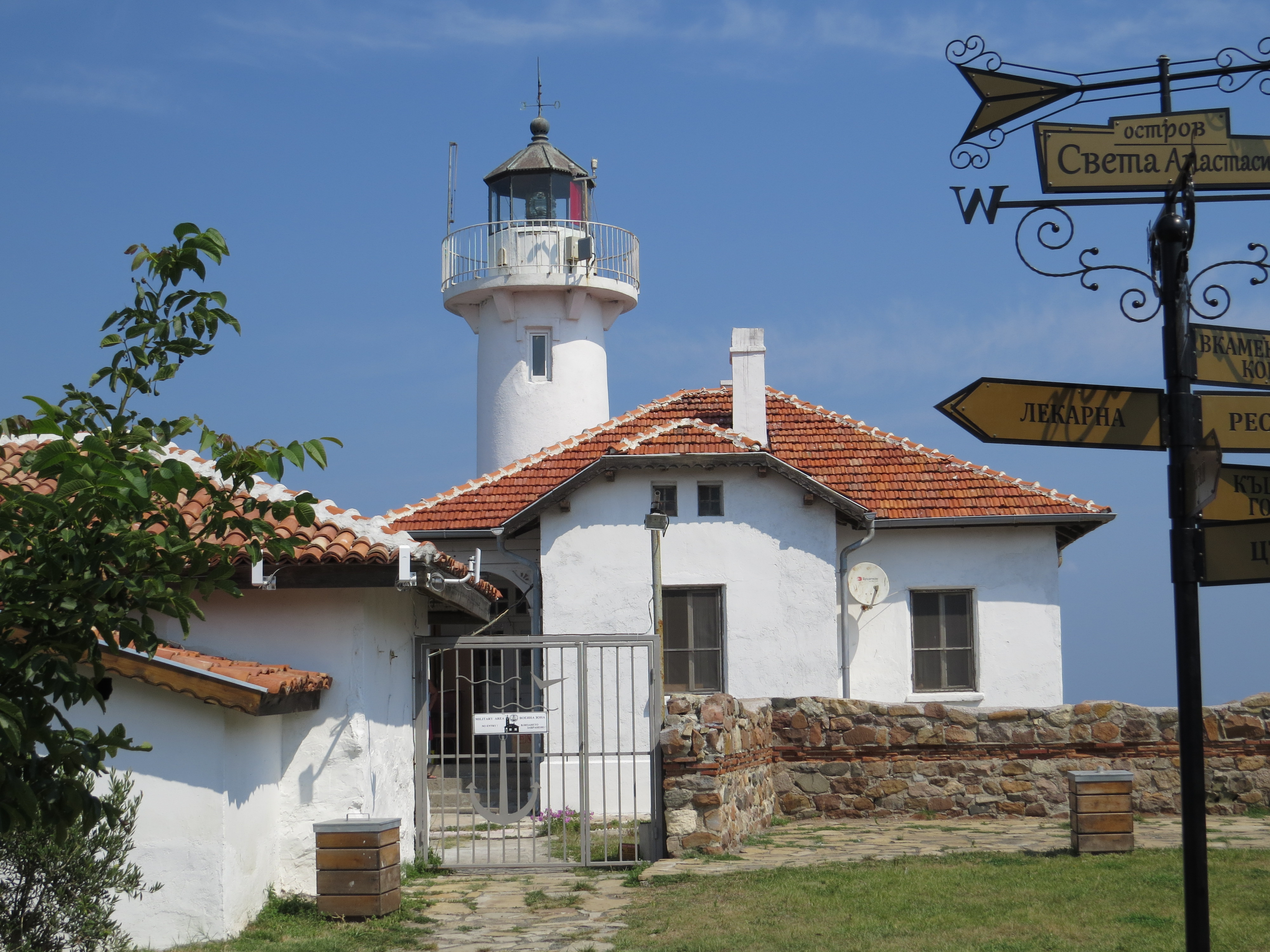
منارة الجزيرة

في عام 1925، ثارت مجموعة من 43 سجينًا سياسيًا (شيوعيون ومناهضون للفاشية)، بقيادة تيهار باكاردزييف، وهربوا من الجزيرة، ثم فروا إلى الاتحاد السوفياتي. وعلى شرفهم، تم تغيير اسم الجزيرة إلى جزيرة البلشفية عندما وصل الشيوعيون إلى السلطة في عام 1945. واليوم، بالإضافة إلى الدير مع كنيسته، هناك منارة تقع على الجزيرة، بالإضافة إلى متحف ومطعم و رصيف صغير وقاعة للمؤتمرات وبيوت ضيافة بإجمالي خمس غرف متاحة للسياح. في الصيف، يمكن الوصول إلى الجزيرة من بورغاس عبر خدمات القوارب التي تسير ذهابًا وإيابًا عدة مرات في اليوم.